# Canton d'Antonne
Le canton d'Antonne est un ancien canton français du département de la Dordogne. Il faisait partie du district de Perigueux et avait pour chef-lieu Antonne.

## Historique
Le canton d'Antonne est l'un des cantons de la Dordogne créés en 1790, en même temps que les autres cantons français. Il est rattaché au district de Perigueux jusqu'en 1795, date de suppression des districts.
Lorsque ce canton est supprimé par la loi du 8 pluviôse an IX (28 janvier 1801)  portant sur la « réduction du nombre de justices de paix », ses communes sont alors réparties sur deux cantons dépendant de l'arrondissement de Périgueux :
- le canton de Saint-Pierre-de-Chignac (Bassillac et Blis-et-Born),
- le canton de Savignac-les-Églises (Antonne, Le Change, Escoire, Sarliac-sur-l'Isle et Trigonant).

## Composition
- Antonne[1]
- Bassilac[2]
- Blis de Bors[3]
- Le Change[4]
- Excroire[5]
- Sarliac[6]
- Trigonau[7]